# Habib Maritime
Habib Maritime Pvt. Ltd. war ein Hersteller von Automobilen in Pakistan.

## Unternehmensgeschichte
Das Unternehmen wurde 2003 in Karatschi gegründet. 2004 begann die Produktion von Automobilen. Der Markenname lautete Habib. Die letzte gespeicherte Version der Internetseite des Unternehmens stammt von 2007. Zwei Quellen nennen 60 verkaufte Fahrzeuge.

## Fahrzeuge
Das einzige Modell war der Sitara City Cart. Es war ein offener Viersitzer. Eine Quelle sieht eine Ähnlichkeit zu einem Golfmobil. Ein Motor mit 170 cm³ Hubraum ermöglichte 60 km/h Höchstgeschwindigkeit. Das Unternehmen gibt an, dass der Einzylindermotor 60 mm Bohrung und 60 mm Hub hatte. Der Radstand betrug 171 cm und die Spurweite 125 cm. Das Fahrzeug war 2800 mm lang, 1325 mm breit und 1820 mm hoch. Leergewicht und Zuladung waren mit 350 kg angegeben.